# Эль Бананеро
Адриан Максимилиано Нарио Перес (Нью-Джерси, США, 12 сентября 1976 г.), более известный как Эль Бананеро, — продюсер и интернет-феномен, известный тем, что загружал свои видео класса B с непочтительным юмором и нецензурной лексикой на сайт elbananero.com с 2005 года, а затем и на YouTube. Согласно газете El Universo, он является одним из пионеров платформы и символом десятилетия популярных развлечений в начале цифровой эры.

## Биография
Адриан Нарио родился в Нью-Джерси, США, и в 8 лет переехал в Монтевидео, Уругвай, где он жил, пока в 2005 году не переехал в Майами, США.
В шесть лет родители оставили его одного дома, когда шли на работу, поэтому Адриан знал каналы кабельного телевидения для взрослых. В школе он был застенчив, и чтобы порадовать своих одноклассников, Адриан делал записи порнографии на телевидении, чтобы затем показать их своим сверстникам.
До переезда в Соединенные Штаты Адриан принадлежал к уругвайской ска-панк-группе Once Tiros, участвуя в его первом составе.

## Интернет-феномен

### Начало в сети
В 2005 году Адриан решает сделать видео, чтобы повеселиться со своими друзьями, с сатирическим, непочтительным, вульгарным, мачо, эсхатологическим и непристойным контентом, где он высмеивает запретные сюжеты, такие как секс и пародии на знаменитые фильмы, в своих собственных постановках онлайн. В Латинской Америке, он создал свой собственный сайт под названием elbananero.com, чтобы загружать свои видео и делиться ими с коллегами, которые рассказали другим друзьям и, таким образом, заразились его псевдонимом El Bananero, Год спустя, после создания YouTube, он открыл свой канал, куда он также загружал видео, и он делал основное видео в неделю в течение первых трех месяцев, после одного года. Его контент посещали от 15 000 до 20 000 человек, становясь интернет-знаменитостью или, как он называет себя «знаменитостью класса В», и был популярен среди подростков в возрасте от 15 лет. Обычно его ритм при создании видео составляет недели или месяцы, это не затрагивало первые годы, потому что они не теряли актуальности, однако в настоящее время нарастают тенденции, которые скоро теряют актуальность.

### Видео
Среди его контента — «Trailerazos», трейлеры к пародии на голливудские фильмы с оригинальным контентом из фильмов. На «Trailerazos» есть «El Hombre que araña» (пародия на Человека-паука), «Harry el Sucio Potter» (пародия на Гарри Поттера, который получил более ста миллионов просмотров в то время), «El Impotente Hulk» пародия на Халка) и др. Пародия на мультсериал He-Man, снятый Эль Бананеро, называется «Иван эль Тролазо», поэтому они закрыли канал YouTube, когда на него претендовал Mattel, однако в 2016 году был открыт ещё один канал, который достиг 1 миллиона подписчиков. Среди его популярных видео — «Система Muñeca».
Из-за графического содержания в их видео, где обычно показываются половые органы, их видео были удалены с платформы, поэтому они начали размещать пост цензуры в этих частях видео для версии на YouTube, а на своей веб-странице держит это без цензуры.
В январе 2015 года, El Bananero удивил своих последователей на Twitter, опубликовав фото с одной из самых популярных порноактрис, Mиa Халифой, видео с которой он загрузил для своего канала под названием Mia Халифа против La Muñeca Psicótica системы.

### Шоу в Латинской Америке
В дополнение к ежедневной работе в качестве аудиовизуального продюсера и в качестве юриста, он также гастролировал по Латинской Америке с 2014 года. Он представил своё комедийное шоу с тоном для взрослых в таких странах, как Перу, Колумбия, Коста-Рика, Аргентина, Эквадор, Мексика, Уругвай, Чили, Боливия и другие.
В 2016 году в прямом телевизионном интервью для CNN Chile Эль Бананеро попрощался, показывая член, нарисованный на его груди, и сказал, что хочет научить члена мужского пола на CNN, прежде чем попрощаться.